# Roy Fielding

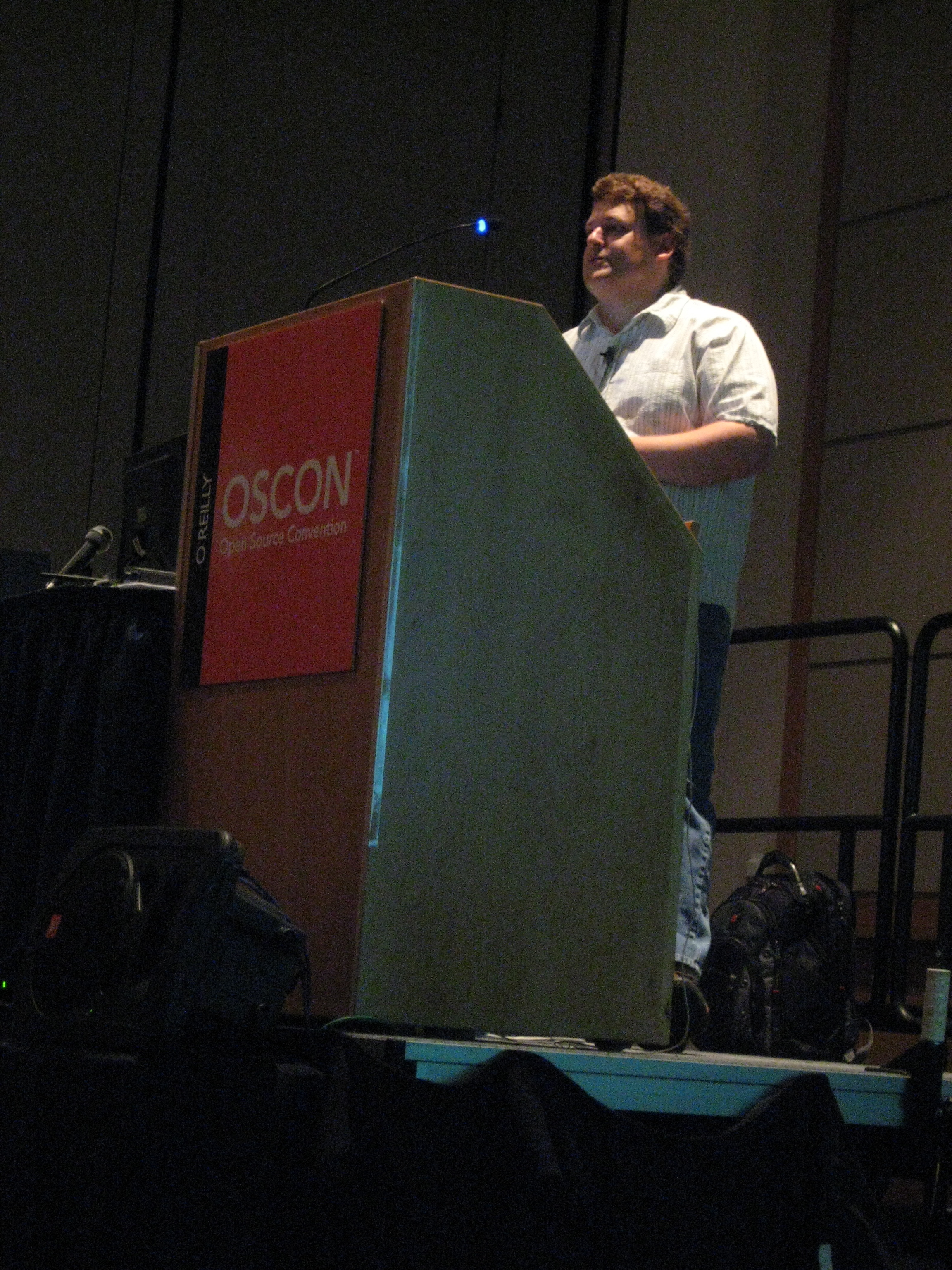
Roy Fielding 2008

Roy Thomas Fielding (* 1965 in Laguna Beach, Kalifornien, USA) ist ein US-amerikanischer Informatiker, einer der Hauptautoren der HTTP-Spezifikation, Mitgründer und Vorsitzender der Apache Software Foundation.
Fielding erhielt im Jahr 2000 seinen Doktorgrad von der University of California, Irvine für seine Dissertation Architectural Styles and the Design of Network-based Software Architectures, die den Representational State Transfer (REST) als eine Schlüsselarchitektur für das World Wide Web beschreibt und große Anerkennung bekam.